# Гуревич, Витольд
Ви́тольд Гуре́вич (англ. Witold Hurewicz; 29 июня 1904, Лодзь, ныне Польша — 6 сентября 1956, Ушмаль, Мексика) — польский и американский математик

## Биография
Гуревич родился в 1904 году на территории царской России, в состоятельной еврейской семье Мечислава Гуревича и Катерины Финкельштейн; отец был крупным промышленником. Когда началась Первая мировая война и Варшава перешла под управление немцев, Варшавский университет был вновь основан, теперь как польский университет, и в нём стали скапливаться польские учёные со всей страны, университет стал для того времени довольно значительным научным центром.
Когда Гуревич учился в Варшавском университете, он ознакомился с началами новой тогда отрасли математики — топологии. После окончания университета Гуревич продолжил образование в Вене под руководством известных учёных — Г.Хана и К. Менгера. Защитив в 1926 году диссертацию, он получил Рокфеллеровскую стипендию и отправился в Амстердам, где был ассистентом выдающегося тополога Брауэра в 1928—1936 годах. После этого он провёл год в Принстонском Институте перспективных исследований (Принстон, Нью-Джерси), а затем под угрозой войны и фашизма решил остаться в США.
Основные работы в области общей топологии (теория размерности) и алгебраической топологии. Он ввёл понятие высших гомотопических групп, а также понятие точной последовательности — одно из основных понятий гомологической алгебры. Во время Второй мировой войны Гуревич также работал в прикладной математике, его работа по сервомеханизмам была засекречена как имеющая военную важность. Смерть его была совершенно нелепой — он погиб, упав с майяской пирамиды в Мексике, где он был на симпозиуме по топологии.

## Книги на русском языке
- Гуревич В., Волмэн Г. Теория размерности. — М.: ИЛ, 1948